# 鷺梁津洞
鷺梁津洞（：／ Noryangjin dong */?）是韓國首爾銅雀區北部的法定洞，東部與龍山區二村洞隔漢江相望，南鄰上道洞與黑石洞，西部接壤大方洞，北鄰永登浦區汝矣島。轄下有行政洞鷺梁津1洞和鷺梁津2洞。該洞是銅雀區以至漢江南岸的代表商業地區之一，亦是銅雀區的行政中心所在地。境內有鷺梁津水產市場、首爾最古老的水源地鷺梁津上水道水源池（노량진 상수도 수원지）以及獲列為地方有形文化財的死六臣公園（사육신공원）。
鷺梁津洞過去是來往濟物浦（今仁川）以及漢江南北岸的船隻停靠地，為漢江水上交通要地，但自從漢江大橋建成以及1974年京釜線在當地開通鷺梁津站後，連接了江南地區的永登浦、始興市、安養市，鷺梁津洞今成為漢江南岸的陸上交通要衝地。

## 洞名由來
鷺梁津原稱鷺梁渡（노량도），名稱源自該地的韓語固有名稱「 Nodeulnaru」，意思是「白鷺落腳的渡口」，漢字意譯為「鷺梁渡」。朝鮮王朝時期來往該地的渡輪服務由京畿道派遣的渡丞（도승）負責管理，後來朝鮮英祖把該管理職位改稱為渡津別將（도진별장）後，「津」字便應用至該地名，「鷺梁津」一名便沿用至今。
雖然自朝鮮王朝時期該地的漢字表記為「鷺梁津」或「鷺梁渡」，但民間仍然以固有名「 Nodeulnaru」稱呼該地，因此當地週遭不少地方及事物仍以「노들나루」或「노들」命名，例如鷺得站。

## 歷史
鷺梁津洞一帶於朝鮮王朝、大韓帝國及日治朝鮮初期原屬於京畿道果川郡下北面新村分里、甕店里、甕幕里、高等里，日治朝鮮大正3年（1914年）後鷺梁津里成立，併入至始興郡北面。
昭和11年（1936年），由於人口增加，京城府版圖擴大，鷺梁津里被編入至京城府，並改為鷺梁津町，由永登浦出張所管轄，昭和18年（ 1943年）朝鮮總督府於京城府實行區制後，鷺梁津町改屬永登浦區。
1946年朝鮮光復後，為推行去日本化，韓國不少日語地名被改為韓語名，其中鷺梁津町被更名為鷺梁津洞。1973年冠岳區成立後從永登浦區分離，鷺梁津洞改屬冠岳區，1980年，銅雀區成立後從冠岳區分離，鷺梁津洞改屬銅雀區至今。
1970年代起，政府禁止在鍾路區的四大門範圍內開設升學補習班，既有的補習班一部份遷到鷺梁津，使得鷺梁津成為補習班的聚集地。與補習班的相關行業如考生專用套房、食堂及K書中心等，也聚集在鷺梁津站周圍，形成「考試村」。

## 交通
- ●首都圈電鐵1號線 與 ●首爾地鐵9號線 途經鷺梁津站。
- ●首爾地鐵9號線 途經鷺得站

## 外部連結
- 鷺梁津1洞 （页面存档备份，存于）
- 鷺梁津2洞 （页面存档备份，存于）